# Connor Wilson
Connor Wilson (* 18. Dezember 1996 in Johannesburg) ist ein südafrikanischer Skirennläufer. Der zweifache südafrikanische Meister nahm 2017 an den Weltmeisterschaften in St. Moritz und 2018 an den Olympischen Winterspielen in Pyeongchang teil.

## Biografie
Connor Wilson kam in Johannesburg zur Welt und begann im Alter von fünf Jahren in den USA mit dem Skifahren. In der Highschool war er Kapitän des Eishockeyteams und erfolgreicher Springreiter. Erst durch seine Erkrankung seines Pferdes konzentrierte er sich auf den Skisport. Vor dem Schulabschluss absolvierte er eine gewisse Zeit an der Carrabassett Valley Academy, einer Skischule in Maine, und trainierte dabei am Sugarloaf Mountain. Der ausgebildete Rettungstaucher und Helikopterpilot studiert Veterinärmedizin an der University of Vermont und bestreitet seine Trainingseinheiten am Mount Mansfield. Bei Aufenthalten in seiner Heimat wird er vom Schweizer Cédric Maret betreut und trainiert in den Drakensbergen.
Mit 16 Jahren bestritt Wilson in den USA seine ersten FIS-Rennen. Nach einigen weiteren FIS- und Juniorenrennen gewann er im Juli 2016 in Tiffindell erstmals den südafrikanischen Meistertitel im Slalom. Im Februar 2017 vertrat er Südafrika bei den Weltmeisterschaften in St. Moritz, wo er die Ränge 54 und 71 in Riesenslalom und Slalom belegte. Im Sommer verteidigte er in Tiffindell seinen Staatsmeistertitel im Slalom. Obwohl er im Rennen mit knapp zehn Sekunden Rückstand nur Rang 26 belegte, gelang es ihm, die landesinterne Konkurrenz klar zu distanzieren.
Connor Wilson qualifizierte sich als einer von zwei Skirennläufern seines Landes für die Olympischen Winterspiele in Pyeongchang. Aufgrund der besseren Platzierung in der Weltrangliste wurde er seinem Konkurrenten Sive Speelman vorgezogen
und durfte als einziger aktiver Teilnehmer die südafrikanische Delegation als Fahnenträger zur Eröffnung führen. Sowohl im Riesenslalom als auch im Slalom schied er im ersten Durchgang aus.

## Erfolge

### Olympische Winterspiele
- Pyeongchang 2018: DNF Riesenslalom, DNF Slalom

### Weltmeisterschaften
- St. Moritz 2017: 54. Riesenslalom, 71. Slalom

### Weitere Erfolge
- 2 südafrikanische Meistertitel (Slalom 2016 und 2017)